# Allaus de la província de Van de Turquia del 2020
Les Allaus de la província de Van de Turquia del 2020 són un conjunt de dues allaus que van succeir el febrer del 2020 a prop de Bahçesaray, a la província de Van, a l'est de Turquia. El primer, el 4 de febrer, va enterrar dos vehicles, la qual cosa va comportar una operació de rescat que va implicar prop de 300 persones. El segon, el 5 de febrer, es va produir mentre l'operació anterior estava en curs. Almenys 41 persones van morir entre les dues allaus, mentre que 84 més van resultar ferides, sis greus.

## Allaus
El vespre del 4 de febrer de 2020, es va produir una allau en un pas de muntanya al districte de Bahçesaray, deixant enterrat un vehicle entre la neu i un minibús. Cinc persones van morir i dues més van ser desaparegudes, mentre que set passatgers i el conductor del vehicle van aconseguir escapar. Com a resposta, la presidència turca de gestió de desastres i emergències (AFAD) va llançar una operació de rescat important amb prop de 300 empleats. Mentre l'equip estava al lloc, una segona allau es va produir cap al migdia del 5 de febrer, atropellant vehicles i deixant almenys 33 persones mortes.

## Conseqüències

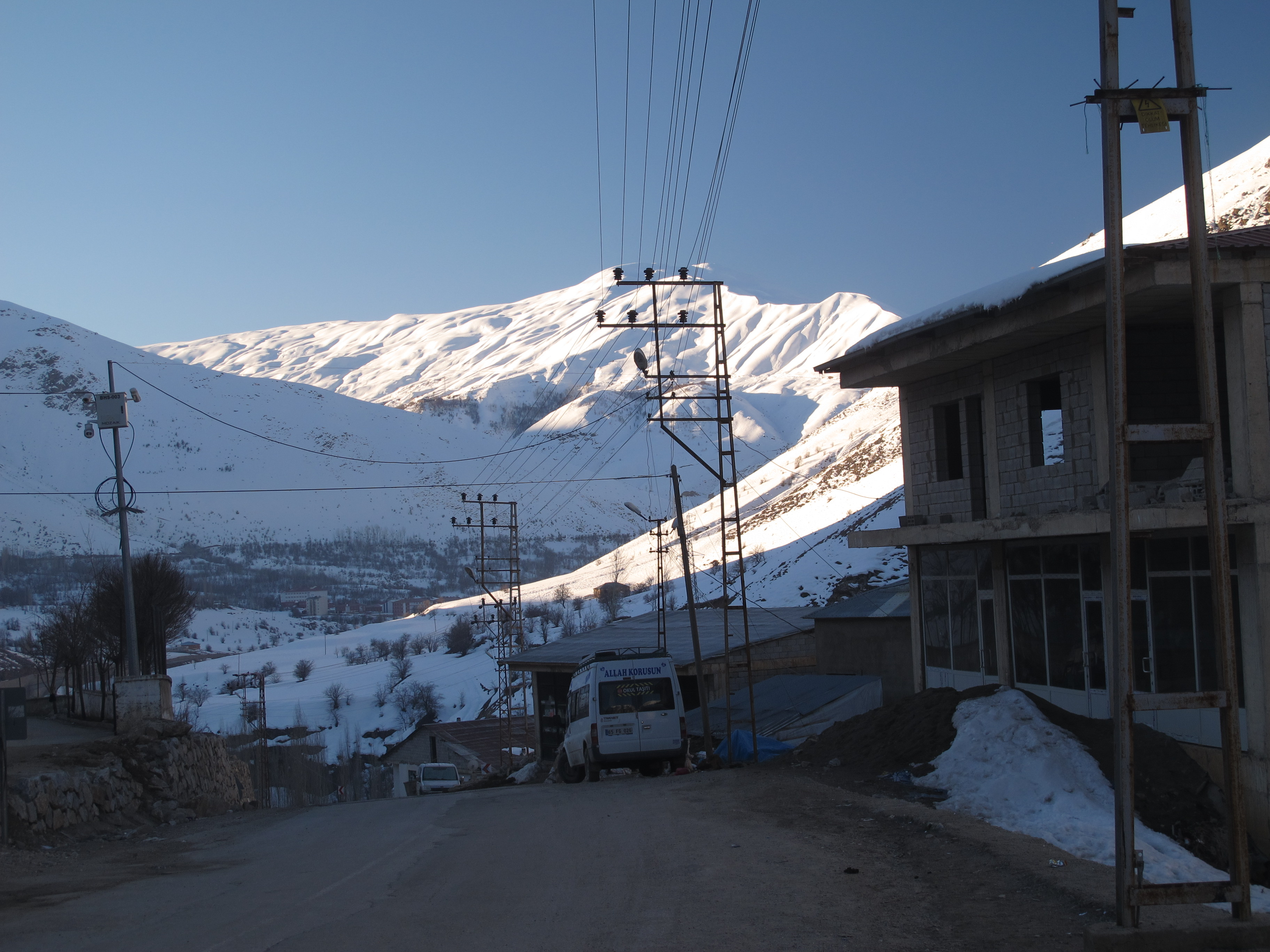
Paisatge típic d'hivern a les muntanyes d'Ihtiyar Şahap (vista des de Bahçesaray)

El governador de la província de Van, Mehmet Emin Bilmez, va dir que el nombre inicial de morts de 38 incloïa vuit agents de policia militar, tres guàrdies pagats pel govern, tres bombers i nou voluntaris. Els funcionaris van anunciar més tard que havien resultat ferides 53 persones i que un nombre desconegut havia quedat enterrat sota la neu. La forta neu, boira i forts vents van alentir els esforços de rescat. Més de 114 pobles tenien les comunicacions tatllades i les carreteres intransitables.
El 6 de febrer, els funcionaris de l'AFAD van anunciar que el nombre de morts havia augmentat fins a 41, i 180 efectius buscaven els cossos d'almenys tres persones encara desaparegudes, mentre es posaven en marxa explosions controlades per disminuir el risc de noves allaus. En previsió d'interrupcions a la comunicació, es van proporcionar dues estacions base mòbils. El nombre de ferits va augmentat fins a 84, 47 dels quals van quedar hospitalitzats, inclosos sis en cures intensives.
El 6 de febrer, a Van es va celebrar una cerimònia commemorativa a 11 agents de policia militar, nou guàrdies del poble i dos bombers que van morir al desastre. Els taüts dels difunts van ser enviats a les seves diverses ciutats natals per l'enterrament. El 7 de febrer, el Ministeri de l'Interior turc va assignar un equip de tres inspectors per “investigar i investigar tots els aspectes dels dos incidents d'allaus”.
El Servei Meteorològic de l'Estat turc va avisar després de fortes nevades el 9 de febrer, que van aturar els desplaçaments a la regió de l'est del Mar Negre. El Daily Sabah va informar que durant la nit del 9 al 10 de febrer la temperatura a Göle va caure al voltant dels −40, un rècord mínim de l'any; Göle també va ser el lloc més fred de Turquia el 2019, al −32.5.